# 畢祿山蓼
畢祿山蓼（学名：Polygonum pilushanense）为蓼科蓼屬下的一个种。

## 扩展阅读
- 維基物種上的相關：畢祿山蓼